# Decimiana bolivari
Decimiana bolivari (лат.) — вид богомолов из семейства Acanthopidae (Mantodea). Южная Америка: Боливия, Бразилия.
Самец: ширина головы 5—6 мм, длина пронотума — 11—13 мм, длина передних тазиков — 9—10 мм, длина передних бёдер — 11—12 мм, надкрылья — около 2 см. Самка: ширина головы 6—7 мм, длина пронотума — 10—13 мм, длина передних бёдер — 9—11 мм, надкрылья — около 4 см.